# Sách Đa-ni-en

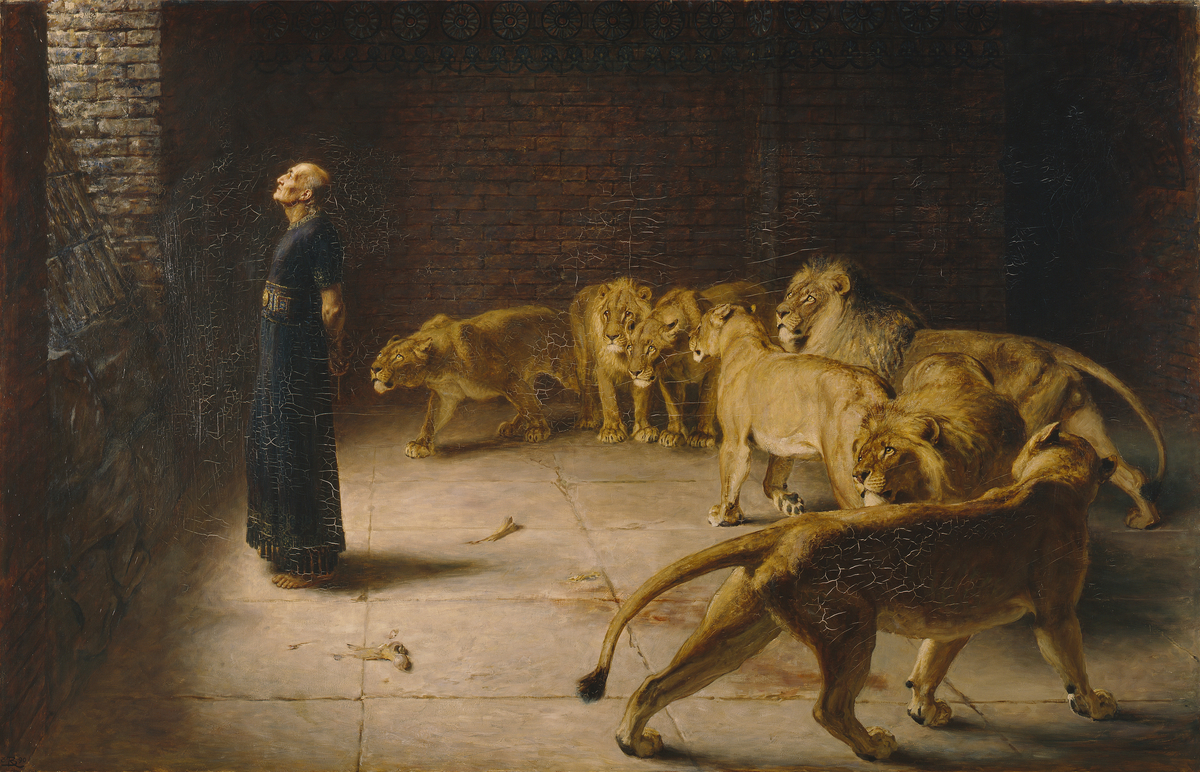
Đa-ni-en trong hang sư tử, tác phẩm của Briton Rivière

Sách Đa-ni-en (hoặc Đa-ni-ên theo cách gọi của Tin Lành) ban đầu được viết bằng tiếng Do Thái và tiếng A-ram, là một sách trong Thánh Kinh tiếng Do Thái (Tanakh) và thuộc Cựu Ước trong Kinh Thánh của Cơ Đốc giáo.

## Tác giả
Sách này nói rằng Đa-ni-en là người viết sách ở một số chỗ, chẳng hạn như ở câu thứ 2, Chương 9 và câu thứ 2, Chương 10. Giê-su đã cảnh báo các môn đệ về những biến cố sắp xảy ra khi ngài nói về "'sự ghê tởm gây ra cảnh hoang tàn', được nói đến thông qua ngôn sứ Đa-ni-en". Sách này có lẽ đã được hoàn thành ngay sau khi Cyrus chiếm được Babylon vào năm 539.

## Nội dung
Sách Đa-ni-en có hai phần chính. Các chương 1-6 kể những câu chuyện về Đa-ni-en và ba người bạn của ông bị đưa từ xứ Israel đến Ba-by-lôn. Họ bị buộc phải ngừng thờ phượng Thiên Chúa của họ và thay vào đó thờ lạy các vị thần hoặc nhà vua của Ba-by-lôn. Khi họ không tuân theo, Thiên Chúa đã giải cứu họ bằng các phép lạ. Hai câu chuyện được biết đến nhiều nhất là khi ba người bạn của Đa-ni-en bị bỏ vào lò lửa hừng, nhưng không hề hấn gì và có một người thứ tư xuất hiện để cùng đứng với họ trong lò lửa. Một câu chuyện khác kể về việc Đa-ni-en bị bỏ vào hang của sư tử vì ông đã làm trái lệnh khi không ngừng cầu nguyện với Thiên Chúa của mình, nhưng những con sư tử đang đói đã không ăn thịt ông. Đa-ni-en nói rằng Thiên Chúa đã "bịt miệng sư tử lại".

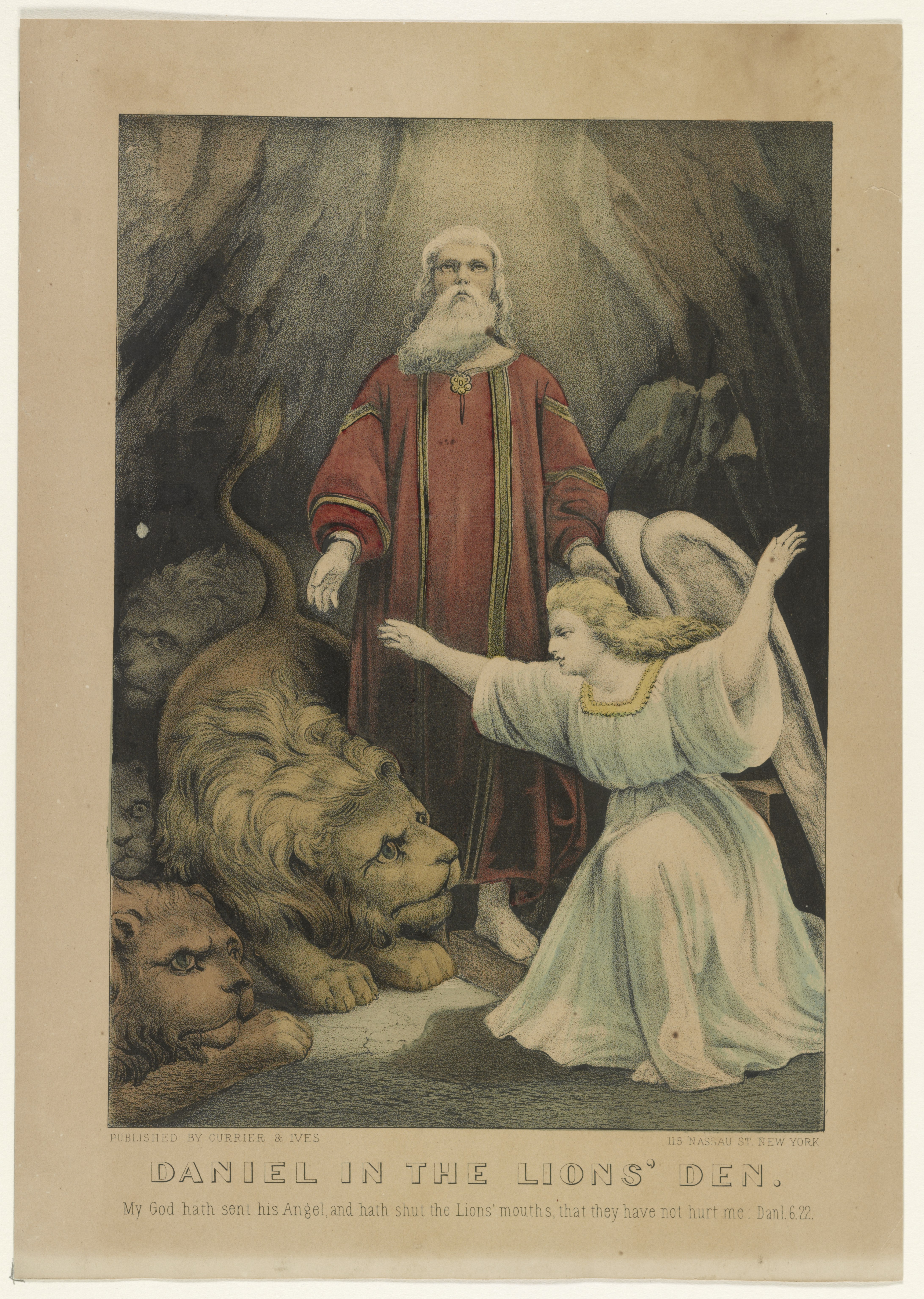
Bản in Đa-ni-en trong hang sư tử, thế kỷ thứ 19-20

Chúng ta ngày nay có câu nói (trong tiếng Anh): "Ông đã thấy chữ viết tay trên tường" từ một câu chuyện khác trong Chương 5 của sách, khi nhà vua đang đãi tiệc thì có một bàn tay xuất hiện và viết một số từ kỳ lạ lên tường. Đa-ni-en có khả năng giải nghĩa những từ này và nói với nhà vua rằng điều này có nghĩa là nhà vua sắp bị giết và một vị vua khác sẽ thay thế ông. Chúng ta sử dụng cụm từ "chữ viết tay trên tường" để chỉ một người nào đó thấy được điều tồi tệ sắp xảy ra hoặc một điều gì đó tốt lành sắp kết thúc.
Phần thứ hai của sách Đa-ni-en (Chương 7-12) kể về những giấc mơ và thị kiến (cũng được gọi là "khải tượng") mà Đa-ni-en đã có, về lịch sử thế giới và cả về những điều sẽ xảy ra trong tương lai. Điểm chính của những thị kiến này là Thiên Chúa sẽ chiến thắng tất cả các vương quốc trên thế giới. Nhiều điều mà Đa-ni-en đã thấy sau này được đề cập đến trong Tân Ước ở sách Khải Huyền.
Trong Chương 9, Đa-ni-en kể về 70 tuần lễ với ý nói về tương lai. Các học giả Kinh Thánh tin rằng mỗi tuần đại diện cho 7 năm và do đó, 70 tuần lễ nói đến 490 năm, (70 lần 7 năm). Đa-ni-en nói rằng sau thời gian đó, Đấng Messiah sẽ bị "cắt đi". Những người theo đạo Cơ Đốc nghĩ rằng điều này có thể ám chỉ khi Giê-su bị giết. Việc tìm hiểu ý nghĩa cụ thể của lời sấm về 70 tuần lễ đã khiến nhiều học giả Kinh Thánh bối rối và có nhiều ý kiến về điểm này.